# Teresita Menzinger Ruata
Teresita Menzinger Ruata var en italiensk politiker (Nationella fascistpartiet).
Hennes make avled under första världskriget, och hon blev känd som ordförande för ett välgörenhetssällskap för anhöriga till döda och sårade soldater. Hon var ordförande för Opera Nazionale Maternità ed Infanzia (OMNI).
Hon tillhörde det delade ledarskapet för fascisternas kvinnoförbund, Fasci Femminili. 1930 lämnades posten som nationell ledare för Fasci Femminili vakant efter 
Angiola Moretti. Efter detta fanns ingen nationell ledare för fascistkvinnorna, endast lokala ledare, fram till 1937, när ett delat ledarskap bildades under två "inspektriser", Clara Franceschini och Giuditta Stelluti Scala Frascara, följd 1938 av ytterligare fyra: Wanda Bruschi Gorjux, och Laura Marani Argnani, Teresita Menzinger Ruata, och Olga Medici del Vascello.  Fascistpartiet tillät inte kvinnor i partiet utom som medlemmar i dessa kvinnogrupper.